# Potenziometro
Il potenziometro è un dispositivo elettrico equivalente ad un partitore di tensione resistivo variabile (cioè a due resistori collegati in serie, aventi la somma dei due valori di resistenza costante, ma di cui può variare il valore relativo), infatti una sua parte viene disposta in parallelo al carico utilizzatore.

## Descrizione e uso

Simbolo e circuito equivalente di un potenziometro.

Il potenziometro è costituito da un cilindro isolante su cui è fittamente avvolto un filo metallico con resistività opportuna, mentre le due estremità sono connesse a due morsetti. 
Longitudinalmente al cilindro e da un'estremità all'altra, scorre un cursore recante un contatto strisciante sul filo, a sua volta collegato ad un morsetto.
In origine, i potenziometri erano utilizzati per misurare con precisione la tensione elettrica per confronto con una sorgente di riferimento. Il nome significa infatti letteralmente "misuratore di potenziale elettrico". Successivamente, il termine si è esteso ad indicare l'impiego del dispositivo in applicazioni del tutto diverse dalla pura misura.

## Caratteristiche
Questi dispositivi possono essere caratterizzati da diverse curve di corsa e quindi di come varia la resistenza al variare della regolazione, quali lineare, logaritmico e anti logaritmico, mentre per quanto riguarda la tolleranza sul valore nominale della resistenza totale, questa può essere dell'ordine del ±20%, in quanto non è importante tanto il rispetto del valore nominale quanto l'aderenza alla curva di corsa.

## Potenziometro lineare: funzionamento

Schema di funzionamento di un potenziometro.

Nel caso in figura, si prende in esame un potenziometro lineare, ovvero dove la tensione di uscita è legata linearmente a quella di ingresso attraverso un rapporto:
Quest'ipotesi fa sì che si consideri la resistenza totale un resistore rettilineo di sezione S lunghezza totale {\displaystyle L_{t}} e resistività {\displaystyle \rho } del tipo:
{\displaystyle R_{t}=\rho \cdot {\frac {L_{t}}{S}}}
Il dispositivo risulta quindi essere equivalente ad una coppia di resistenze in serie il cui valore totale è costante, ma singolarmente variabili in base allo spostamento del "puntatore". Le singole sezioni sono esprimibili in funzione della resistenza totale nel modo che segue:
{\displaystyle R_{t}=R_{1}+R_{2}}

{\displaystyle L_{t}=L_{1}+L_{2}}

{\displaystyle R_{1}=R_{t}{\frac {L_{1}}{L_{t}}}=R_{t}{\frac {(L_{t}-L_{2})}{L_{t}}}}

{\displaystyle R_{2}=R_{t}{\frac {L_{2}}{L_{t}}}}
dove:
- R1 è la resistenza del tratto in alto;
- R2 è la resistenza del tratto in basso;
- Rt la resistenza totale;
- L1 la lunghezza del tratto in alto;
- L2 la lunghezza del tratto in basso;
- Lt la lunghezza totale del potenziometro.

Applicando una differenza di potenziale alle estremità del potenziometro, per la legge di Ohm si ottiene una corrente elettrica pari a:
{\displaystyle I={\frac {V}{R_{t}}}}
dove V è la tensione applicata. 
Rimane verificata la condizione:
{\displaystyle V=R_{1}\cdot I+R_{2}\cdot I}
La tensione ai capi di {\displaystyle R_{L}} risulta essere, in prima grossolana approssimazione (considerando {\displaystyle R_{L}} un aperto), pari a:
{\displaystyle V_{2}=R_{2}\cdot I=\rho \cdot {\frac {L_{2}}{S}}\cdot I} 
ovvero:
{\displaystyle V_{2}=\rho \cdot {\frac {L_{2}}{S}}\cdot {\frac {V}{\rho \cdot {\frac {L_{1}}{S}}+\rho \cdot {\frac {L_{2}}{S}}}}}
Effettuando le semplificazioni si nota che tutto è esprimibile in funzione delle lunghezze dei tratti di resistori:
{\displaystyle V_{2}=V\cdot {\frac {L_{2}}{L_{t}}}}

## Misura di potenziale: taratura
L'ipotesi precedente è valida solamente se si considera nulla la corrente uscente attraverso il cursore.
Per effettuare una misura di tensione si deve prima di tutto calibrare il potenziometro usando una sorgente nota con precisione, per esempio una pila campione. Per fare questo si colloca tra il cursore e la massa la sorgente campione con in serie un galvanometro.
Si regola quindi il cursore fino ad azzerare la corrente. In tale condizione la tensione parziale del potenziometro è perfettamente identica a quella della sorgente.
Per effettuare la misura si sostituisce la sorgente incognita alla sorgente campione e si regola di nuovo il potenziometro per annullare la corrente.
Le tensioni campione Vc e ignota Vx sono rispettivamente:
{\displaystyle V_{c}=V_{t}\cdot {\frac {L_{c}}{L_{t}}}} e {\displaystyle V_{x}=V_{t}\cdot {\frac {L_{x}}{L_{t}}}}
combinando le due si ottiene la formula generale del potenziometro:
{\displaystyle V_{x}=V_{c}\cdot {\frac {L_{x}}{L_{c}}}}

## Migliorie apportabili: il buffer in cascata
Il potenziometro fin qui visto presenta tuttavia un problema: la resistenza vista dal generatore non è la serie di R1 ed R2, ma la serie di R1 ed R2//RL, fatto che introduce una imprecisione non trascurabile nel considerare la tensione ai capi della resistenza di lavoro RL (circuito a valle). 
Si può allora scegliere una configurazione del potenziometro leggermente diversa, che prevede la collocazione di un buffer tra il potenziometro ed il carico (circuito a valle). 

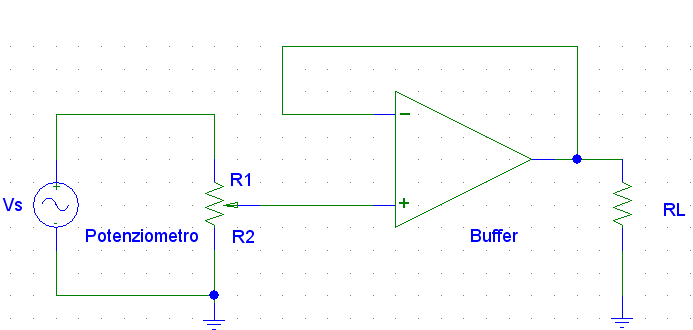
Potenziometro con buffer in cascata.

Il buffer, infatti, impone la tensione al carico pari a quella presente al suo morsetto invertente, senza tuttavia influenzare la corrente che scorre nel partitore R1-R2, in quanto offre una resistenza d'ingresso che idealmente è infinita (circuito aperto), ma anche nei casi reali è molto alta.

## Altri usi
Il potenziometro è ampiamente usato in elettronica come partitore di tensione regolabile, in base al funzionamento descritto nella sezione precedente. Un altro uso è come semplice resistenza variabile, utilizzando per questo solamente due terminali: il cursore ed una estremità, facendolo funzionare come reostato.
Per queste applicazioni si utilizzano potenziometri in cui è molto più pressante il fattore economico e di ingombro rispetto alla precisione. I potenziometri di uso comune sono in genere di tipo rotativo invece che lineare, ovvero il cursore è mosso su un percorso circolare dalla rotazione di un albero, solitamente su un arco di 270°.
Il materiale resistivo può essere un filo metallico oppure una striscia di grafite o di plastica conduttiva, oppure un film di materiale conduttore depositato su un substrato ceramico.
L'uso come partitore è tipico dove si debba fornire valore in tensione ad un circuito, oppure dove si debba attenuare l'ampiezza di un segnale.
Un uso per esempio si ha come rilevatore di posizione; una parte mobile agisce sul cursore linearmente o per torsione fornendo un valore di tensione proporzionale alla posizione. L'apporto dell'elettronica digitale permette modalità di azionamento alquanto raffinate, come ad esempio quella adottata dal costruttore Tektronix per il posizionamento della traccia sull'asse orizzontale su alcuni modelli di oscilloscopi tra i quali il 2465, semplice ma brevettata; consisteva in un potenziometro dotato di manopola con escursione 45° a sinistra e 45° destra, con richiamo al centro per mezzo di una molla; la velocità di spostamento della traccia era dipendente dal posizionamento angolare della manopola, ovviamente la funzione era svolta da un convertitore A/D.
Un utilizzo classico è nella regolazione di volume negli amplificatori audio.
Ai due estremi viene applicato il segnale audio in entrata e dal cursore viene prelevato il segnale attenuato.
Nel caso della regolazione del volume si preferisce usare potenziometri in cui la variazione del rapporto rispetto alla posizione non è lineare ma logaritmica, per compensare la sensibilità logaritmica tipica dell'orecchio.
Il termine "lineare" riferito ad un potenziometro può essere equivoco tra i significati di risposta lineare posizione/resistenza e scorrimento lineare del cursore. Per eliminare l'equivoco si definiscono i potenziometri a funzione logaritmica (tipo A), mentre i potenziometri lineari (tipo B); per alcuni marchi di potenziometri vale il contrario, cioè A=lineari, B=logaritmici. Esistono anche modelli logaritmici inversi, definiti tipo C, usato in genere in abbinamento ad un tipo B nella regolazione del bilanciamento stereo.
Nei potenziometri di produzione americana e orientale con tipo A si indicano quelli a funzione logaritmica, mentre per tipo B quelli lineari.
Esistono potenziometri rotativi di tipo multigiro, in cui l'albero deve compiere più di un giro, solitamente 5, 10 o 20, per andare da un estremo all'altro della corsa. Questa soluzione permette di variare con maggiore precisione la posizione. In questi dispositivi il cursore è traslato linearmente da una vite solidale all'albero. Esistono nella forma di doppio potenziometro, ovverosia due potenziometri rotativi aventi identico valore, assemblati in modo coassiale con l'albero di comando in comune. Una meccanica più complessa è adottata quando necessiti una coppia di potenziometri coassiali regolabili indipendentemente, la soluzione consiste nell'utilizzo di un albero forato per comandare il potenziometro anteriore, un alberino di diametro minore rotante coassialmente all'interno dell'albero maggiore permette di agire sul potenziometro posteriore, l'azionamento indipendente è effettuato tramite una coppia di manopole coassiali, solitamente di diametro diverso. Il diametro dell'albero nei potenziometri assiali differisce di pochi decimi di mm tra la produzione europea e la statunitense, dato che quest'ultima continua ad adottare lo standard in pollici.

## Anomalie di funzionamento
L'unica anomalia che può verificarsi in un potenziometro nell'arco della sua vita operativa, è costituita dalla rumorosità, termine adottato per indicare la perdita di linearità del materiale resistivo costituente la pista su cui scorre il contatto strisciante. Nel caso si tratti di un'apparecchiatura audio, l'anomalia è percepibile durante l'azionamento del potenziometro, come vero e proprio rumore sovrapposto al segnale trattato; in apparecchiature di altro tipo, l'anomalia è percepibile come instabilità del segnale controllato, l'esempio più evidente è nel comando di posizione di un segnale sullo schermo di un oscilloscopio, nei casi peggiori risulta impossibile posizionare il segnale in un punto preciso dello schermo. Se la causa è dovuta alla polvere o al degrado del lubrificante presente sulla pista, in alcuni casi l'uso di specifici detergenti in formato spray, è sufficiente a pulire la pista eliminando l'anomalia, nel caso invece il difetto risieda nel degrado del materiale costituente la pista resistiva, non è possibile alcun intervento se non la sostituzione del potenziometro.